# Mírová edukace

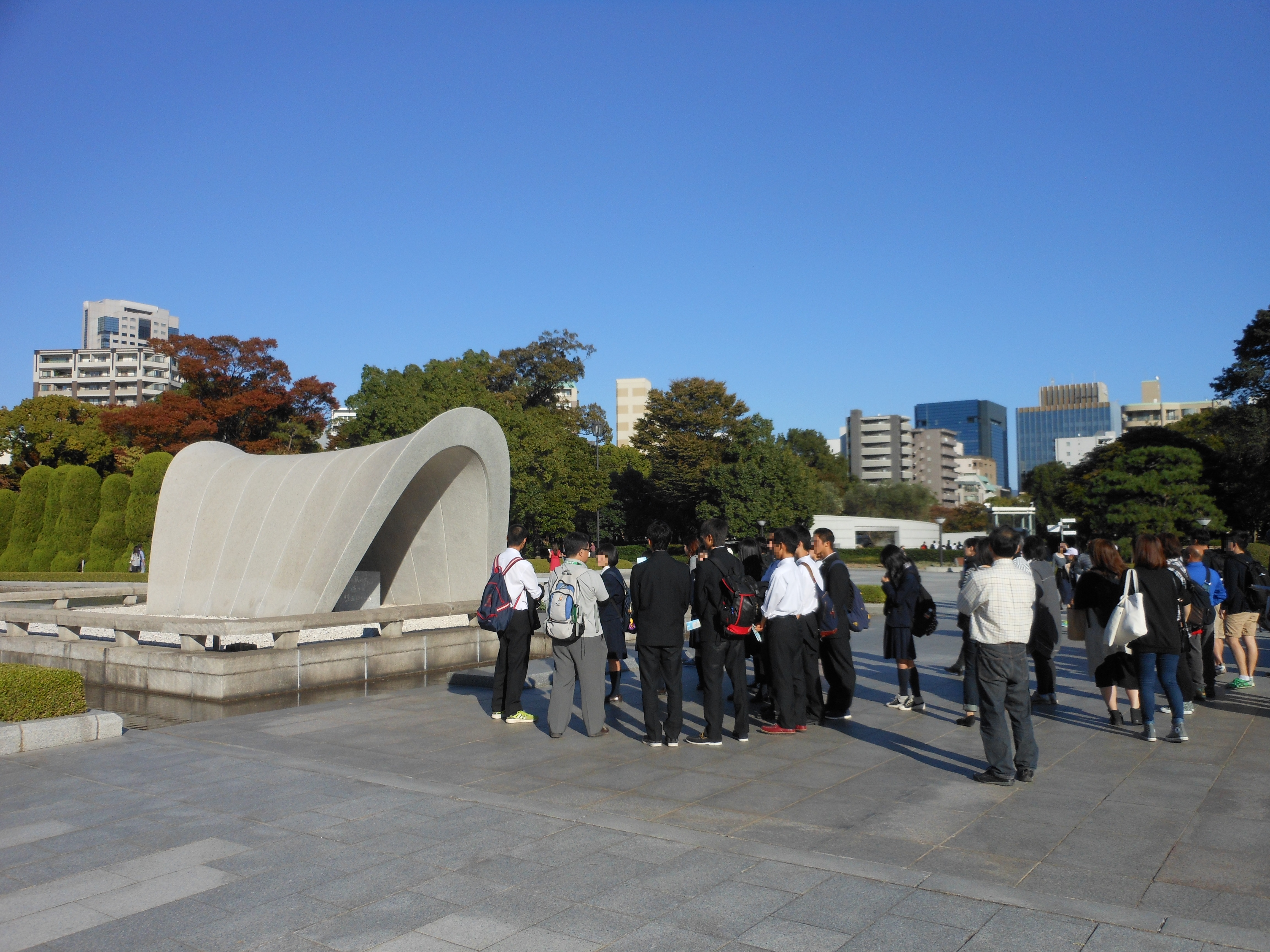
Park mírové edukace Hiroshima Peace Memorial Park

Mírová edukace je proces získávaní hodnot, vědomostí a rozvíjení postojů, znalostí a chování na život v harmonii se sebou, ostatními lidmi i s přirozeným prostředím.
Existuje mnoho deklarací OSN o důležitosti mírové edukace. Například:
- Stanovy UNESCO přijaté 16.11.1945.
- Všeobecná deklarace lidských práv, část 26.
- Doporučení ohledně Vzdělávání pro mezinárodní porozumění, kooperaci a mír a Vzdělávání pro lidská práva a základní svobody, část 18.
- Úmluva o právech dítěte, článek 29.1(d).

## Definice
Ian Harris a John Synott popsali mírovou edukaci jako sérii "učebních setkání", které čerpají z lidí:
- jejich touhu po míru,
- nenásilné alternativy na řešení konfliktu a
- znalosti pro kritickou analýzu strukturálních úprav legitimujících nepráví a nerovnost.